# Kułan (obwód żambylski)
Kułan (kaz. Құлан; ros. Кулан) – auł w południowym Kazachstanie, w obwodzie żambylskim, siedziba administracyjna rejonu Turar Ryskułow. W 2009 roku liczył ok. 15 tys. mieszkańców.